# 2. deželnostrelski polk (Avstro-Ogrska)
Za druge 2. polke glejte 2. polk.
2. deželnostrelski polk (izvirno nemško k.k. Landesschützen Regiment Nr. II; dobesedno slovensko: Cesarsko kraljevi deželnostrelski polk št. II) je bil pehotni polk avstro-ogrskega Domobranstva.

## Zgodovina
Polk je bil ustanovljen leta 1893. 

### Prva svetovna vojna
Polkovna narodnostna sestava leta 1914 je bila sledeča: 55% Nemcev, 41% Južnotirolcev in 4% drugih.
Polkovne enote so bile garnizirane sledeče: Bolzano (štab, II. bataljon), Merano (I. bataljon) in Riva del Garda (III. bataljon).

## Poveljniki polka
- 1898: Johann von Kántz[2]
- 1914: Josef Stiller[1]